# Stazione di Sète
La stazione di Sète  è la principale stazione ferroviaria a servizio di Sète e della sua agglomerazione, situata nel dipartimento della Hérault, regione Occitania.
È servita da TGV e dal TER.
La sua apertura all'esercizio avvenne nel 1839.